# Otha Young
Otha Young, eigenlijk Robert O. Young, (Tulare, 10 mei 1943 - Los Angeles, 6 augustus 2009) was een Amerikaans zanger, songwriter, gitarist en producent.
In de jaren '70 vormde Young met Juice Newton in Los Angeles de groep Juice Newton and Silver Spur. Young schreef, speelde en produceerde hoofdzakelijk voor Juice Newton, maar ook andere artiesten namen songs van hem op. Young bleef samenwerken met Newton tot bij zijn dood in 2009.
Als songwriter was Young vooral bekend door Newtons hit uit 1982, The Sweetest Thing (I've Ever Known), dat de eerste plaats in de hitparades haalde. Andere hits van Young waren Sweet, Sweet Smile (The Carpenters) uit 1978, What Can I Do With My Heart? (Juice Newton) uit 1986 en Don't You (Forrester Sisters) uit 1987.
Young stierf in augustus 2009 aan kanker.